# Vũng Tàu

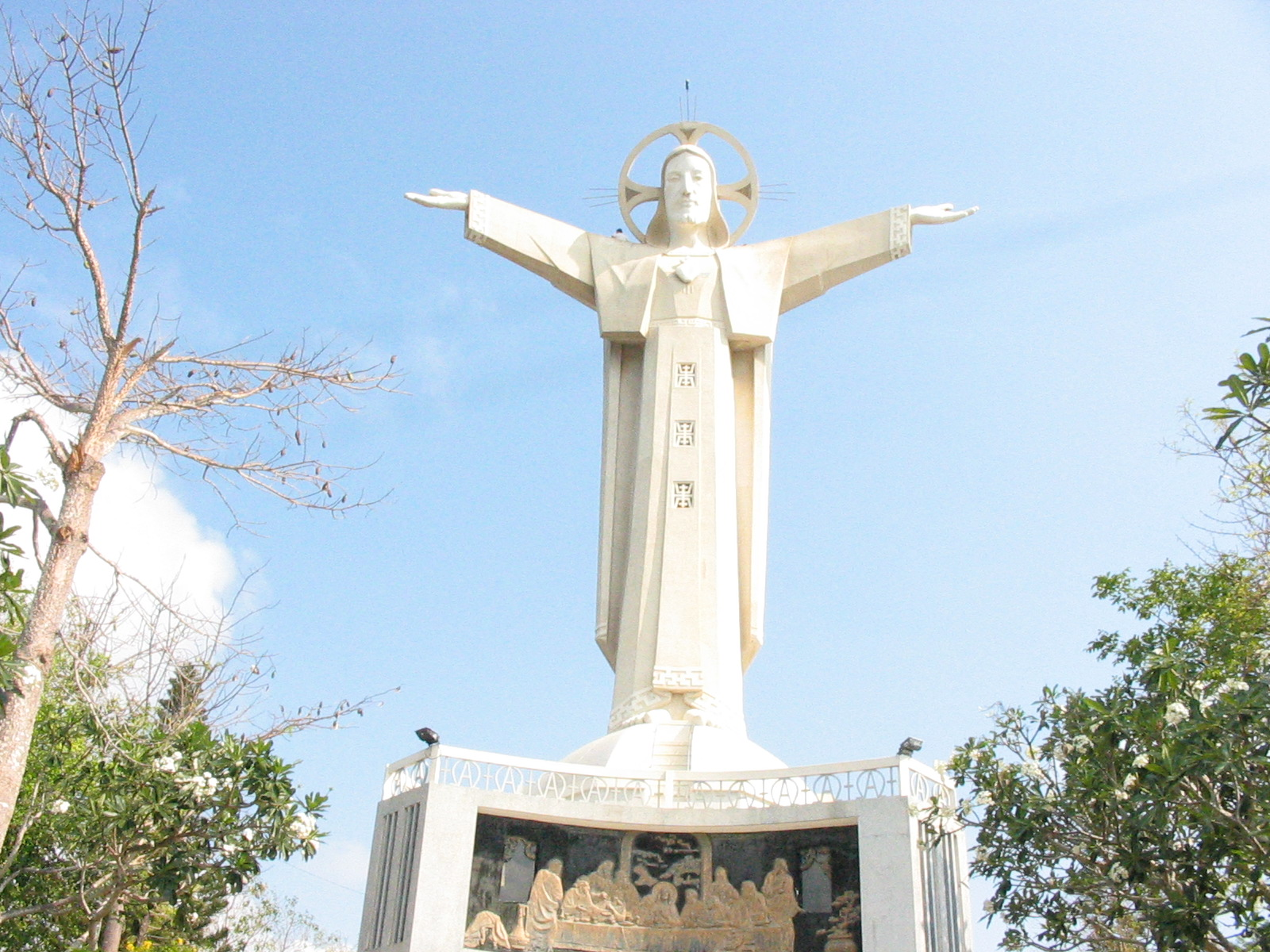
Krisztus király-szobor.

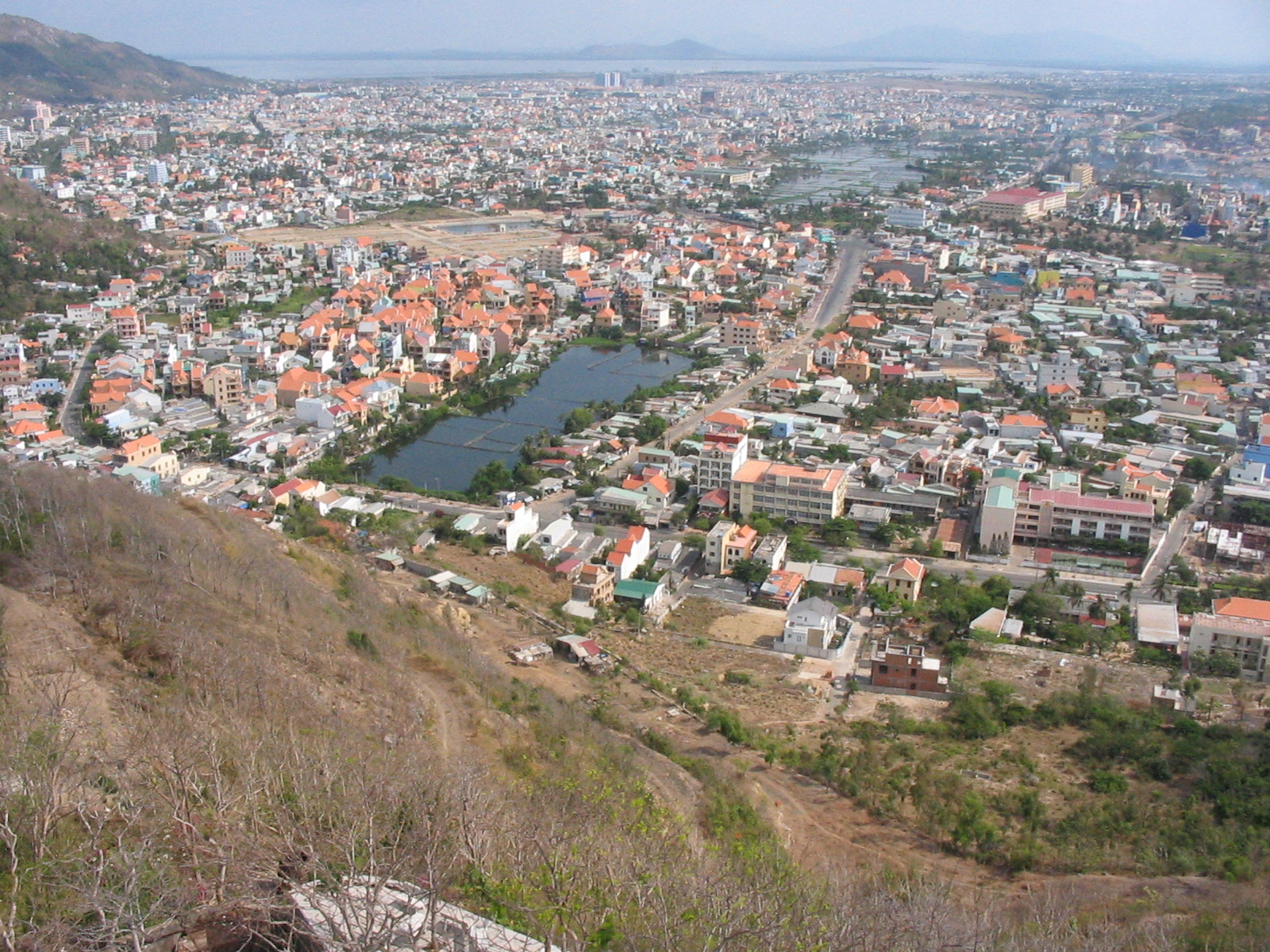
Vung Tau

Vũng Tàu város Vietnámban, Ba Ria-Vũng Tàu tartomány székhelye. Az ország középső-északi részén, a Dél-kínai-tenger partján fekszik. Hanoitól mintegy 1700 km-re délre, Ho Si Minh-várostól 120 km-re északra fekszik. Repülőtere a Vũng Tàu-i repülőtér. 
A  Krisztus király-szobor Jézust ábrázoló műalkotás a Nho hegyen Vũng Tàu városában. A szobor építése 1974-ben kezdődött és 1993-ban fejeződött be.

## Fordítás
- Ez a szócikk részben vagy egészben a Vung Tau című angol Wikipédia-szócikk ezen változatának fordításán alapul.  Az eredeti cikk szerkesztőit annak laptörténete sorolja fel. Ez a jelzés csupán a megfogalmazás eredetét és a szerzői jogokat jelzi, nem szolgál a cikkben szereplő információk forrásmegjelöléseként.

## Külső hivatkozások
- Hivatalos honlap (vietnámi)